# Putatan
Putatan est une ville de Malaisie qui se trouve dans l'État du Sabah. En 2010 sa population était de 1 306 habitants.